# Kabinet-Kohl III
Het kabinet–Kohl III was het laatste West-Duitse kabinet van 12 maart 1987 tot 18 januari 1991 en het eerste kabinet van de Bondsrepubliek Duitsland na de Duitse hereniging van 3 oktober 1990 tot 18 januari 1991. Het kabinet werd gevormd door de politieke partijen Christlich Demokratische Union Deutschlands (CDU)-Christlich-Soziale Union (CSU) en de Freie Demokratische Partei (FDP) na de verkiezingen van 1987 en was een voortzetting van het vorige kabinet Kohl II. Helmut Kohl de partijleider van de CDU diende een derde termijn als bondskanselier en Hans-Dietrich Genscher de partijleider van de FDP diende als vicekanselier.
Op 21 april 1989 vond er een grote herschikking plaats. Na de hereniging van Duitsland in oktober 1990 traden er een aantal Oost-Duitse ministers toe tot het kabinet. Ook trad er een lid van de Deutsche Soziale Union (DSU), een Oost-Duitse satelliet van de Christlich-Soziale Union (CSU) toe tot de regering. Als gevolg van de hereniging werden er nieuwe Bondsdagverkiezingen uitgeschreven die op 2 december 1990 plaatsvonden. De uitslag van de verkiezingen leverde de CDU/CSU en FDP coalitie een grote overwinning op en op 18 januari 1991 trad het kabinet-Kohl IV aan.

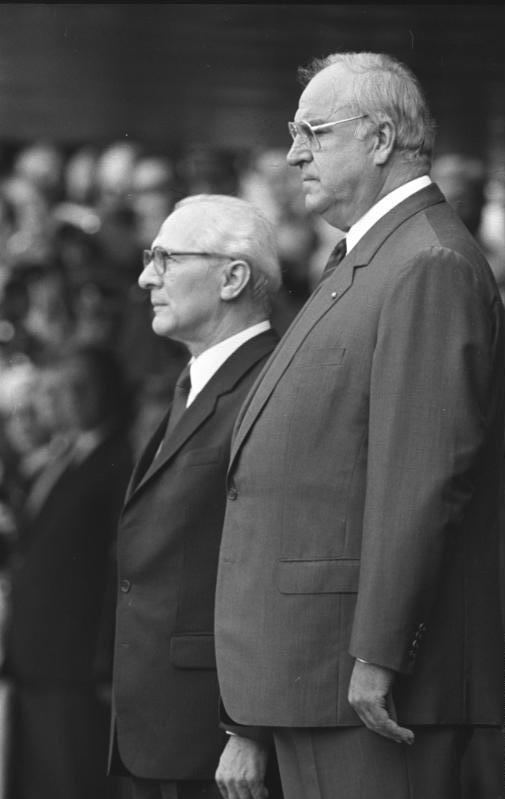
Oost-Duits Leider Erich Honecker en bondskanselier Helmut Kohl in Bonn op 7 september 1987.

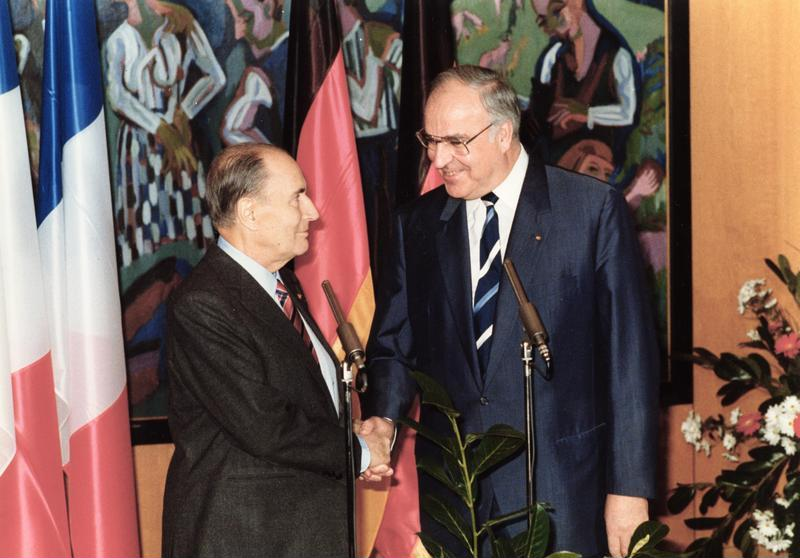
President van Frankrijk François Mitterrand en bondskanselier Helmut Kohl in Parijs op 20 oktober 1987.

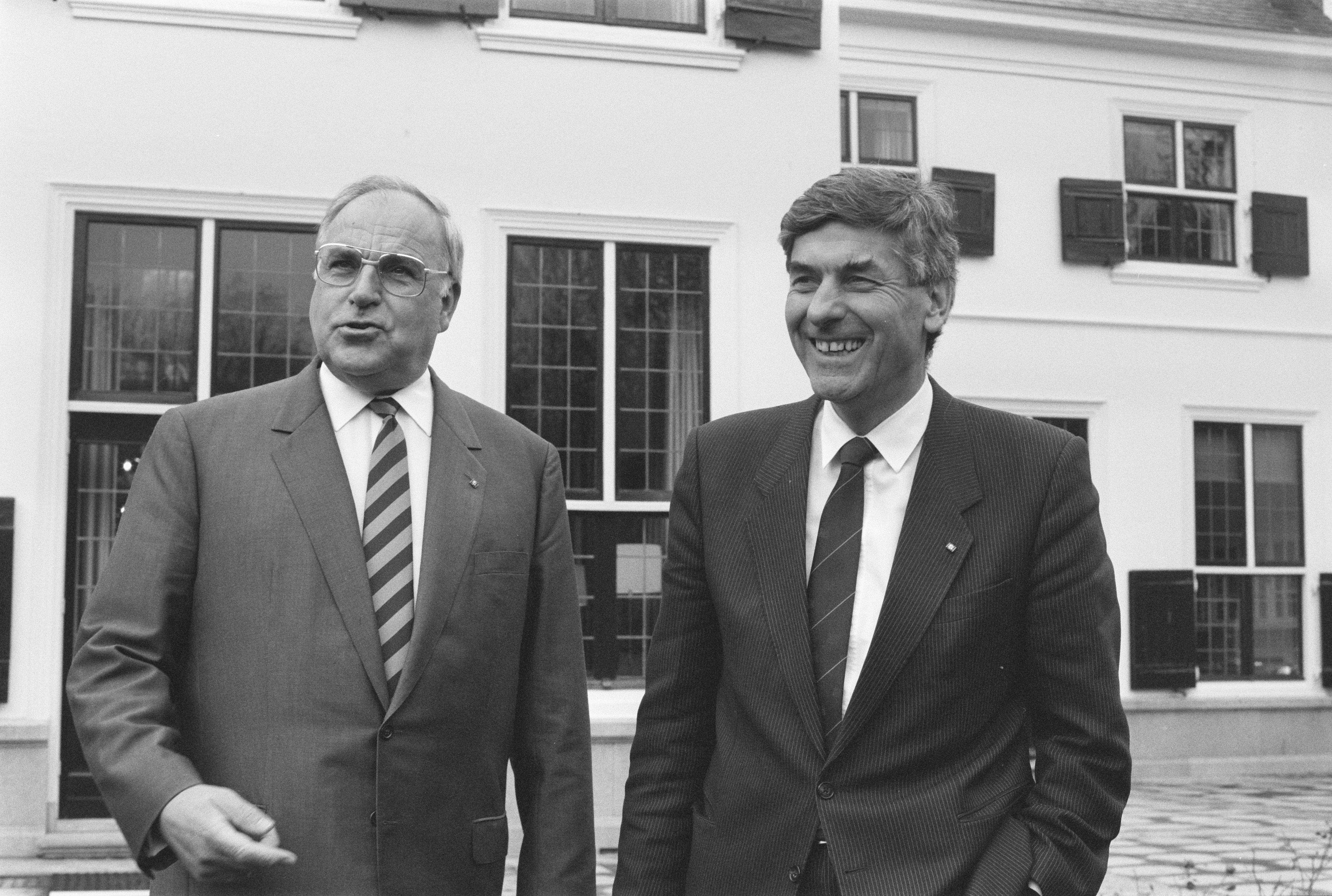
Bondskanselier Helmut Kohl en premier van Nederland Ruud Lubbers bij het Catshuis op 30 november 1987.

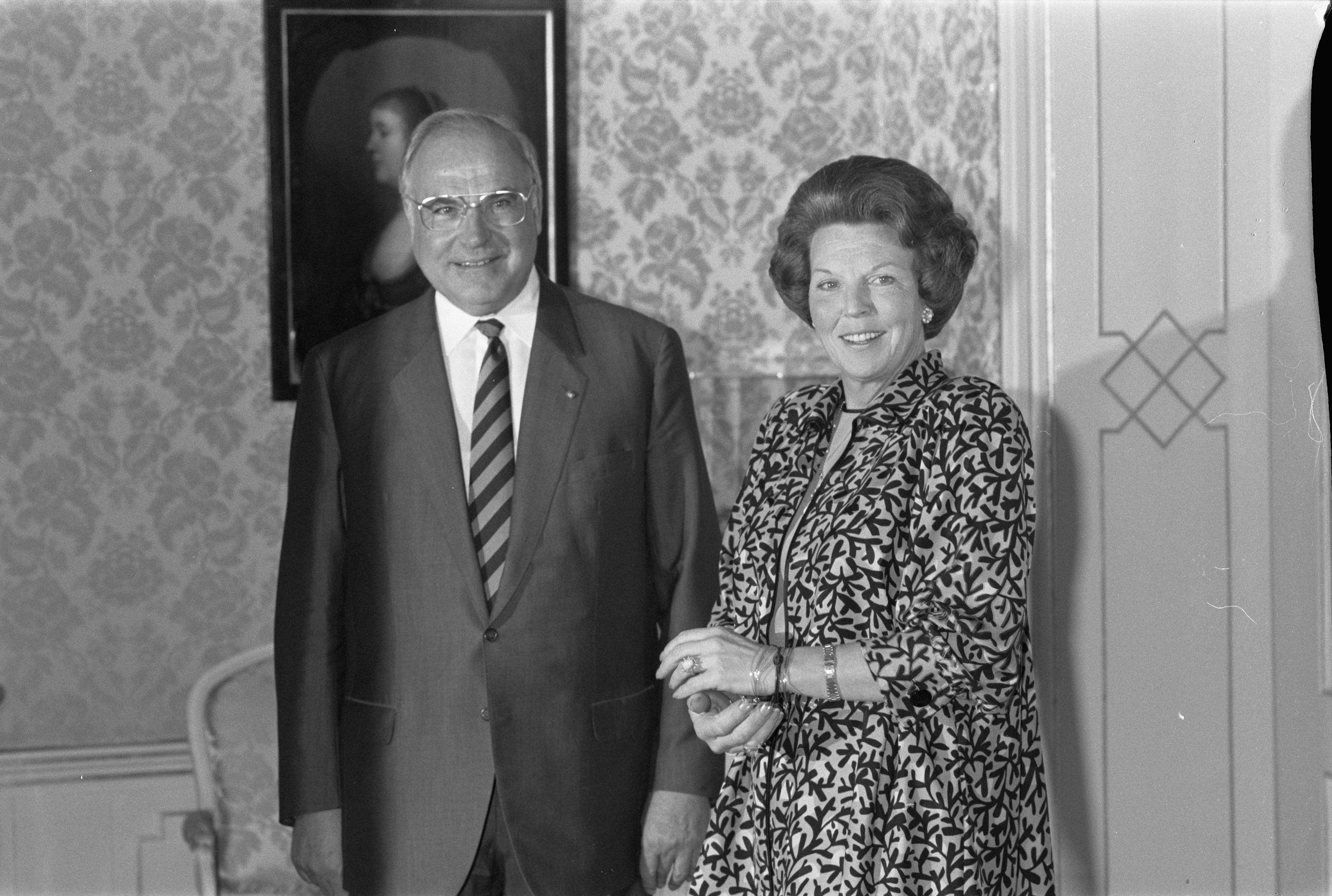
Bondskanselier Helmut Kohl en Koningin Beatrix op Paleis Huis ten Bosch op 30 november 1987.

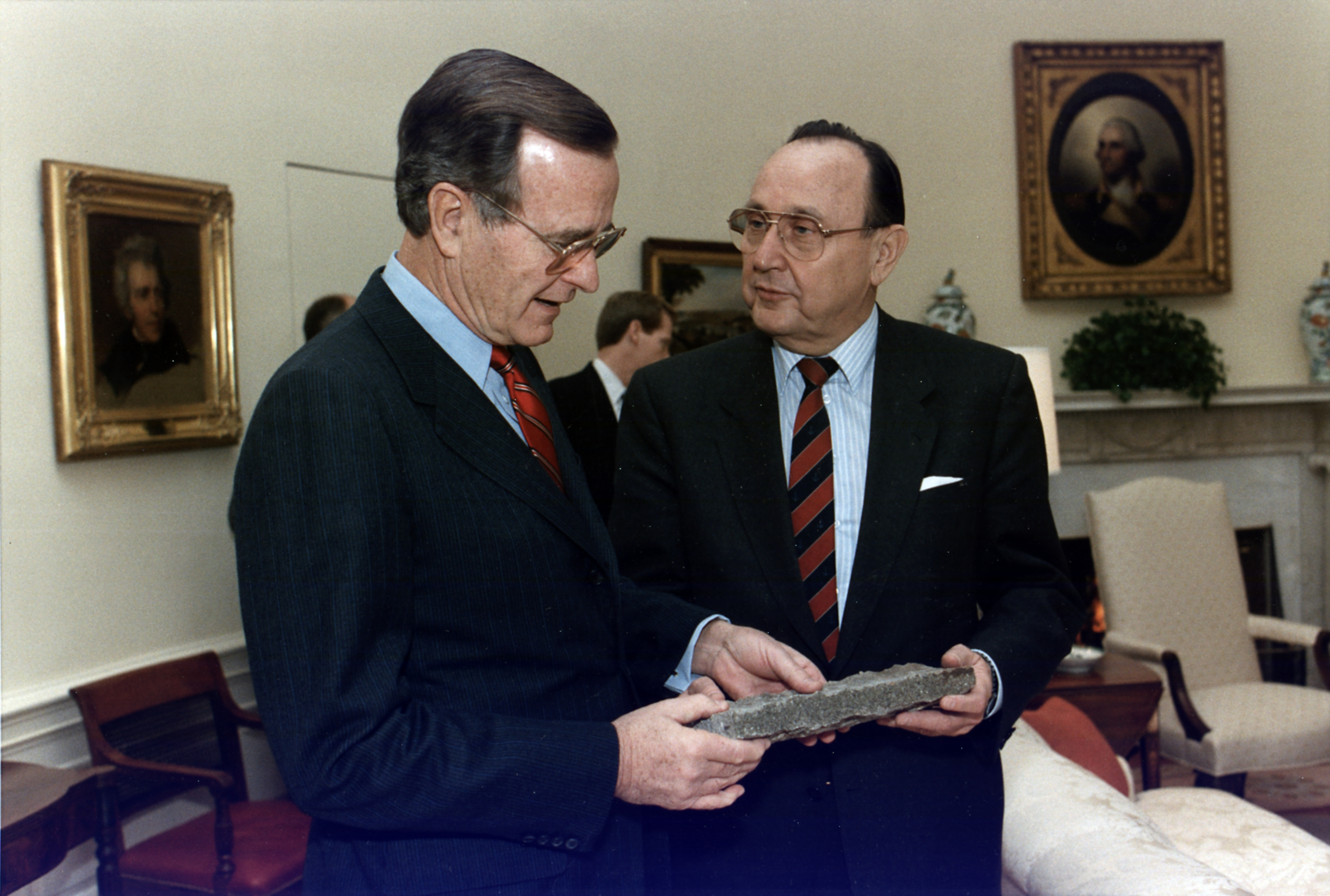
President van de Verenigde Staten George H.W. Bush en bondsminister van Buitenlandse Zaken Hans-Dietrich Genscher in de Oval Office op 21 november 1989.

| Ambtsbekleders                       | Ambtsbekleders              | Ambtsbekleders                      | Functie(s)                                                                | Termijn           | Termijn          | Partij(en) |
| ------------------------------------ | --------------------------- | ----------------------------------- | ------------------------------------------------------------------------- | ----------------- | ---------------- | ---------- |
|                                      | Helmut Kohl                 | Helmut Kohl (1930–2017)             | Bondskanselier                                                            | 1 oktober 1982    | 27 oktober 1998  | CDU        |
|                                      | Hans-Dietrich Genscher      | Hans-Dietrich Genscher (1927–2016)  | Vicekanselier                                                             | 1 oktober 1982    | 18 mei 1992      | FDP        |
| Bondsminister van Buitenlandse Zaken | Hans-Dietrich Genscher      | Hans-Dietrich Genscher (1927–2016)  |                                                                           | 1 oktober 1982    | 18 mei 1992      | FDP        |
|                                      | Friedrich Zimmermann        | Friedrich Zimmermann (1925–2012)    | Bondsminister van Binnenlandse Zaken                                      | 1 oktober 1982    | 21 april 1989    | CSU        |
|                                      | Wolfgang Schäuble           | Wolfgang Schäuble (1942–2023)       | Bondsminister van Binnenlandse Zaken                                      | 21 april 1989     | 26 november 1991 | CDU        |
|                                      | Gerhard Stoltenberg         | Gerhard Stoltenberg (1928–2001)     | Bondsminister van Financiën                                               | 1 oktober 1982    | 21 april 1989    | CDU        |
|                                      | Theo Waigel                 | Theo Waigel (1939)                  | Bondsminister van Financiën                                               | 21 april 1989     | 27 oktober 1998  | CSU        |
|                                      | Hans Engelhard              | Hans Engelhard (1934–2008)          | Bondsminister van Justitie                                                | 1 oktober 1982    | 18 januari 1991  | FDP        |
|                                      | Martin Bangemann            | Martin Bangemann (1934–2022)        | Bondsminister van Economische Zaken                                       | 28 juni 1984      | 10 december 1988 | FDP        |
|                                      | Helmut Haussmann            | Helmut Haussmann (1943)             | Bondsminister van Economische Zaken                                       | 10 december 1988  | 18 januari 1991  | FDP        |
|                                      | Manfred Wörner              | Manfred Wörner (1934–1994)          | Bondsminister van Defensie                                                | 1 oktober 1982    | 18 mei 1988      | CDU        |
|                                      | Rupert Scholz               | Rupert Scholz (1937)                | Bondsminister van Defensie                                                | 18 mei 1988       | 21 april 1989    | CDU        |
|                                      | Gerhard Stoltenberg         | Gerhard Stoltenberg (1928–2001)     | Bondsminister van Defensie                                                | 21 april 1989     | 1 april 1992     | CDU        |
|                                      | Rita Süssmuth               | Rita Süssmuth (1937)                | Bondsminister van Volksgezondheid, Jeugd, Vrouwen en Familie              | 25 september 1985 | 10 december 1988 | CDU        |
|                                      | Ursula Lehr                 | Ursula Lehr (1930–2022)             | Bondsminister van Volksgezondheid, Jeugd, Vrouwen en Familie              | 10 december 1988  | 18 januari 1991  | CDU        |
|                                      | Norbert Blüm                | Norbert Blüm (1935–2020)            | Bondsminister van Arbeid en Sociale Zaken                                 | 1 oktober 1982    | 27 oktober 1998  | CDU        |
|                                      | Jürgen Möllemann            | Jürgen Möllemann (1945–2003)        | Bondsminister van Onderwijs en Wetenschap                                 | 12 maart 1987     | 18 januari 1991  | FDP        |
|                                      | Jürgen Warnke               | Jürgen Warnke (1932–2013)           | Bondsminister van Verkeer                                                 | 12 maart 1987     | 21 april 1989    | CSU        |
|                                      | Friedrich Zimmermann        | Friedrich Zimmermann (1925–2012)    | Bondsminister van Verkeer                                                 | 21 april 1989     | 18 januari 1991  | CSU        |
|                                      | Oscar Schneider             | Oscar Schneider (1927–2024)         | Bondsminister van Volkshuisvesting, Stedelijke Ontwikkeling en Woningbouw | 1 oktober 1982    | 21 april 1989    | CSU        |
|                                      | Gerda Hasselfeldt           | Gerda Hasselfeldt (1950)            | Bondsminister van Volkshuisvesting, Stedelijke Ontwikkeling en Woningbouw | 21 april 1989     | 18 januari 1991  | CSU        |
|                                      | Ignaz Kiechle               | Ignaz Kiechle (1930–2003)           | Bondsminister van Landbouw, Voedsel en Bosbeheer                          | 30 maart 1983     | 20 januari 1993  | CSU        |
|                                      | Walter Wallmann             | Walter Wallmann (1932–2013)         | Bondsminister van Milieu, Klimaat, Natuur en Kernveiligheid               | 6 juni 1986       | 22 april 1987    | CDU        |
|                                      | Klaus Töpfer                | Klaus Töpfer (1938–2024)            | Bondsminister van Milieu, Klimaat, Natuur en Kernveiligheid               | 22 april 1987     | 17 november 1994 | CDU        |
|                                      | Christian Schwarz-Schilling | Christian Schwarz- Schilling (1930) | Bondsminister van Posterijen en Telecommunicatie                          | 1 oktober 1982    | 17 december 1992 | CDU        |
|                                      | Hans Klein                  | Hans Klein (1931–1996)              | Bondsminister voor Economische Betrekkingen                               | 12 maart 1987     | 21 april 1989    | CSU        |
|                                      |                             | Jürgen Warnke (1932–2013)           | Bondsminister voor Economische Betrekkingen                               | 21 april 1989     | 18 januari 1991  | CSU        |
|                                      | Heinz Riesenhuber           | Heinz Riesenhuber (1935)            | Bondsminister voor Onderzoek en Technologie                               | 1 oktober 1982    | 21 januari 1993  | CDU        |
|                                      | Dorothee Wilms              | Dorothee Wilms (1929)               | Bondsminister voor Oost-Duitse Betrekkingen                               | 12 maart 1987     | 18 januari 1991  | CDU        |
|                                      | Wolfgang Schäuble           | Wolfgang Schäuble (1942–2023)       | Bondsminister zonder portefeuille                                         | 14 november 1984  | 21 april 1989    | CDU        |
| Chef des Bundeskanzleramts           | Wolfgang Schäuble           | Wolfgang Schäuble (1942–2023)       |                                                                           | 14 november 1984  | 21 april 1989    | CDU        |
|                                      | Rudolf Seiters              | Rudolf Seiters (1937)               | Bondsminister zonder portefeuille                                         | 21 april 1989     | 26 november 1991 | CDU        |
| Chef des Bundeskanzleramts           | Rudolf Seiters              | Rudolf Seiters (1937)               |                                                                           | 21 april 1989     | 26 november 1991 | CDU        |
|                                      | Hans Klein                  | Hans Klein (1931–1996)              | Bondsminister voor Voorlichtingen                                         | 21 april 1989     | 20 december 1990 | CSU        |
| Perschef                             | Hans Klein                  | Hans Klein (1931–1996)              |                                                                           | 21 april 1989     | 20 december 1990 | CSU        |
|                                      | Lothar de Maizière          | Lothar de Maizière (1940)           | Bondsminister voor Duitse hereniging                                      | 3 oktober 1990    | 19 december 1990 | CDUD       |
|                                      | Lothar de Maizière          | Lothar de Maizière (1940)           | Bondsminister voor Duitse hereniging                                      | 3 oktober 1990    | 19 december 1990 | CDU        |
|                                      | Sabine Bergmann-Pohl        | Sabine Bergmann- Pohl (1946)        | Bondsminister voor Duitse hereniging                                      | 3 oktober 1990    | 18 januari 1991  | CDUD       |
|                                      | Sabine Bergmann-Pohl        | Sabine Bergmann- Pohl (1946)        | Bondsminister voor Duitse hereniging                                      | 3 oktober 1990    | 18 januari 1991  | CDU        |
|                                      | Günther Krause              | Günther Krause (1953)               | Bondsminister voor Duitse hereniging                                      | 3 oktober 1990    | 18 januari 1991  | CDUD       |
|                                      | Günther Krause              | Günther Krause (1953)               | Bondsminister voor Duitse hereniging                                      | 3 oktober 1990    | 18 januari 1991  | CDU        |
|                                      | Rainer Ortleb               | Rainer Ortleb (1944)                | Bondsminister voor Duitse hereniging                                      | 3 oktober 1990    | 18 januari 1991  | LDP        |
|                                      | Rainer Ortleb               | Rainer Ortleb (1944)                | Bondsminister voor Duitse hereniging                                      | 3 oktober 1990    | 18 januari 1991  | FDP        |
|                                      | Hansjoachim Walther         | Hansjoachim Walther (1939–2005)     | Bondsminister voor Duitse hereniging                                      | 3 oktober 1990    | 18 januari 1991  | DSU        |
|                                      | Hansjoachim Walther         | Hansjoachim Walther (1939–2005)     | Bondsminister voor Duitse hereniging                                      | 3 oktober 1990    | 18 januari 1991  | CSU        |

## Trivia
- De voormalig Oost-Duitse ambtsbekleders Günther Krause en Rainer Ortleb werden in het volgende kabinet Kohl IV benoemd tot volmachtig bewindspersonen met ministeriële verantwoordelijkheiden.
- Twaalf ambtsbekleders hadden ervaring as hoogleraar of wetenschapper: Helmut Kohl (historicus), Friedrich Zimmermann (jurist), Wolfgang Schäuble (fiscaal jurist), Gerhard Stoltenberg (politicoloog en historicus), Theo Waigel (jurist), Martin Bangemann (jurist), Helmut Haussmann (bedrijfskundige), Manfred Woerner (jurist), Rupert Scholz (jurist), Rita Süssmuth (socioloog en pedagoog), Ursula Lehr (psycholoog), Norbert Blüm (socioloog).